# Heraclia superba
Heraclia superba är en fjärilsart som beskrevs av Butler 1875. Heraclia superba ingår i släktet Heraclia och familjen nattflyn. Inga underarter finns listade i Catalogue of Life.